# Список дипломатичних місій в Австралії

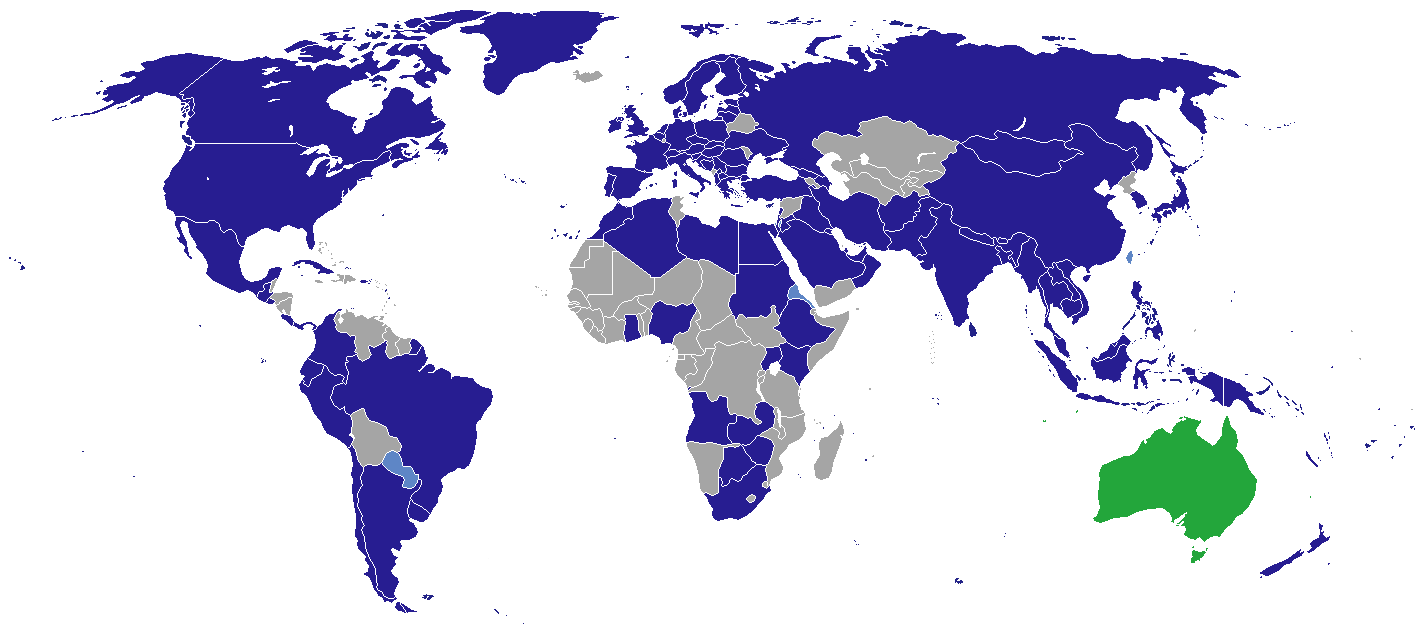
Дипломатичні місії в Австралії
Австралія
Країни, що відкрили посольства чи дипломатичні місії в Австралії
Країни, що відкрили Генеральні консульства в Австралії

Список дипломатичних місій в Австралії. Консульства та дипломатичні місії працювали в австралійських містах задовго до створення Австралійського Союзу в 1901 році. Сполучені Штати відкрили консульство в Сіднеї в 1836 році, інші країни пізніше  Швейцарія (1855), Німеччина (1879) і Японія (1896, у місті Таунсвіль).
Дипломатичний корпус був створений в Канберрі в 1936 році, коли Велика Британія призначила свого першого Верховного комісара в Австралії. Канада призначила представника в 1937 році і Сполученими Штатами Америки відкрили місію в 1939 році зі своїм першим посланцем у 1940 році. У 1946 році Австралія та Сполучені Штати підняли ранг представництв, обмінялися послами. Перший Посол США був призначений у 1943 році. Інші країни, в тому числі Франція, Канада і Швеція, згодом теж призначили посольства.
Деякі країни вирішили не відкривати посольства в Канберрі, але замість цього створювали консульства у великих містах, таких як Мельбурн (Сальвадор і Оман) і Брисбен (Науру).

## Посольства
Канберра:
| - Афганістан - Алжир - Аргентина - Австрія - Бангладеш - Бельгія - Боснія і Герцеговина - Ботсвана - Бразилія - Бруней - Болгарія - Камбоджа - Канада - Чилі - КНР - Колумбія - Хорватія - Куба - Кіпр - Чехія - Данія - Еквадор - Єгипет - Еритрея - Фіджі | - Фінляндія - Франція - Грузія - Німеччина - Гана - Греція - Ватикан - Угорщина - Індія - Індонезія - Іран - Ірак - Ірландія - Ізраїль - Італія - Японія - Йорданія - Кенія - Південна Корея - Кувейт - Лаос - Ліван - Лівія - Північна Македонія - Малайзія | - Мальта - Маврикій - Мексика - Монголія - Марокко - М'янма - Непал - Нідерланди - Нова Зеландія - Нігерія - Норвегія - Пакистан - Папуа Нова Гвінея - Парагвай - Перу - Філіппіни - Польща - Португалія - Катар - Румунія - Росія - Самоа - Саудівська Аравія - Сербія - Сінгапур | - Словаччина - Словенія - Соломонові Острови - ПАР - Іспанія - Шрі-Ланка - Швеція - Швейцарія - Сирія - Таїланд - Східний Тимор - Тонга - Туніс - Туреччина - Уганда - Україна (Посольство України в Австралії) - ОАЕ - Велика Британія - США - Уругвай - Венесуела - В'єтнам - Зімбабве |

## Представництва
- Республіка Китай (TECRO)
- Європейський Союз (Представництво)
- Палестина (Представництво Палестини)
- Південний Судан (Центр зв'язків)

## Посольства нерезиденти
| - (Сингапур) - (Оттава) - (Токіо) - (Бангкок) - (Токіо) - (Лондон) - (Сеул) - (Пекін) - (Ер-Ріяд) - (Токіо) - (Токіо) - (Пекін) - (Токіо) - (Сингапур) - (Відень) - (Куала-Лумпур) | - (Токіо) - (Токіо) - (Токіо) - (Вашингтон) - (Токіо) - (Сингапур) - (Токіо) - (Нью Делі) - (Пекін) - (Джакарта) - (Куала-Лумпур) - (Токіо) - (Сингапур) - (Джакарта) - (Токіо) |

## Генеральні консульства / консульства

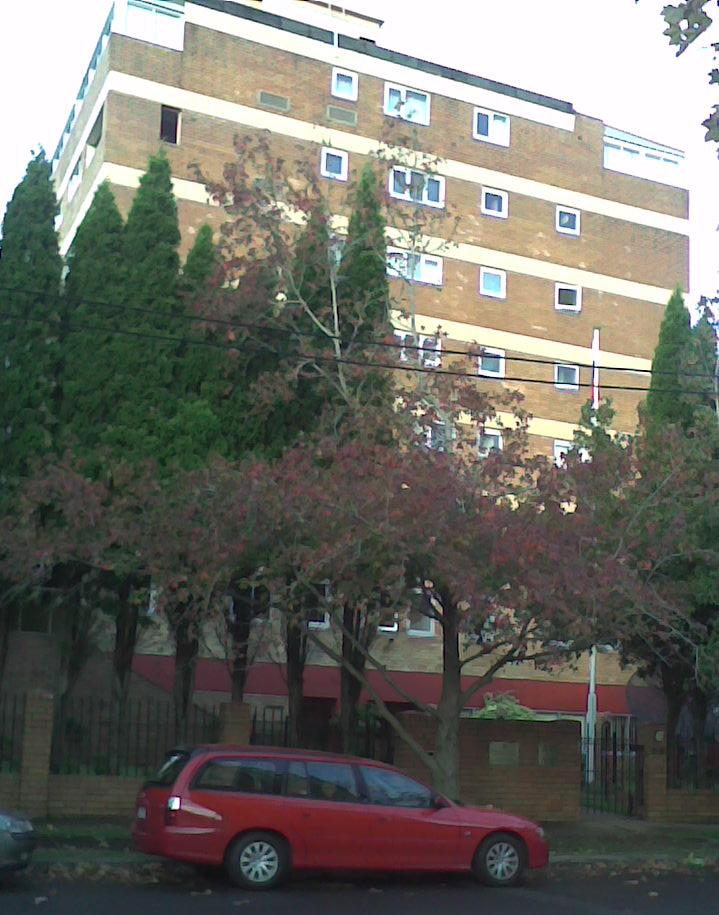
Генеральне консульство Росії в Сіднеї

Аделаїда:
- Греція
- Італія
- Мальта

Брисбен:
- КНР
- Італія
- Японія
- Науру
- Нова Зеландія
- Папуа Нова Гвінея
- Велика Британія

Кернс:
- Японія

Дарвін:
- Індонезія

Мельбурн:
- Чилі
- КНР
- Хорватія
- Єгипет
- Сальвадор
- Еритрея
- Німеччина
- Греція
- Індія
- Індонезія
- Італія
- Японія
- Північна Македонія
- Мальта
- Нова Зеландія
- Оман
- Іспанія
- Туреччина
- Велика Британія
- США

Перт:
- КНР
- Хорватія
- Греція
- Індія
- Індонезія
- Італія
- Японія
- Малайзія
- Велика Британія
- США

Сідней:
| - Аргентина - Австрія - Бразилія - Канада - Чилі - КНР - Колумбія - Хорватія - Куба - Чехія - Данія - Еквадор - Єгипет - Естонія - Фіджі - Франція - Німеччина - Греція - Угорщина - Індія - Індонезія - Ірак - Ірландія - Італія - Японія | - Південна Корея - Малайзія - Мальта - Нідерланди - Нова Зеландія - Пакистан - Папуа Нова Гвінея - Перу - Філіппіни - Польща - Португалія - Румунія - Росія - Сербія - Іспанія - Шрі-Ланка - Швейцарія - Таїланд - Східний Тимор - Туреччина - Велика Британія - США - Уругвай - В'єтнам |